# Klemens Stanisław Herka
Klemens Stanisław Kostka Herka (ur. w 1713 roku – zm. 1759 roku) – doktor filozofii oraz obojga praw, profesor zwyczajny języka francuskiego Akademii Krakowskiej, sędzia surogat w sądzie zadwornym w 1759 roku.
Sobotni kaznodzieja katedralny "Kościołá Archipresbyterálnego Panny Maryi w Rynku Krakowskim" oraz Senior "Bursy Sysyniáńskiey". Kustosz Bobowski a także pleban Drogiński. Młodszy brat Ignacego Kantego Herki (1704–1744), jezuity, profesora filozofii i poety.
Był wydawcą panegiryków oraz kazań swego brata, zebranych i wydanych po jego śmierci. Część pierwsza nosi tytuł "Pamiątka kaznodzieyskiey pracy...", część druga "Zebrania prac kaznodzieyskich...". Prace ukazały się drukiem nakładem "Drukarni Akademickiey" w Poznaniu w roku 1749 (wydanie pierwsze). Część druga zawiera obszerny rodowód Raczyńskich. Sam Klemens Stanisław Kostka Herka również był poetą oraz autorem książek o którym wspomina Zygmunt Bartoszewicz w wydanym nakładem Drukarni A. Marcinkowskiego w Wilnie w 1828 r. "Historya Literatury Polskiey". Był redaktorem i korektorem krakowskiego wydania z 1745 r. książki Wacława Potockiego "Nowy zaciąg pod starą chorągiew Jezusa Syna Bożego...". Napisał m.in. "Slady wielkich Cnot Imienia y godności Herbowna Podkowa..." wydaną nakładem Drukarni Akademickiey w Krakowie w 1739 r.